# Demetrio Ramos Pérez
Demetrio Ramos Pérez (Valladolid, 3 de desembre de 1918 – 20 de juliol de 1999) fou un historiador i americanista espanyol, membre de la Reial Acadèmia de la Història.

## Biografia
Es llicencià a la Universitat de Valladolid i es doctorà el 1943 a la Universitat Complutense de Madrid amb premi extraordinari amb la tesi La expedición de límites de don José Iturriaga por el río Orinoco (1750-1761).
El 1941 va ser catedràtic de Geografia i Història a l'Institut Zorrilla de Valladolid, el 1952 professor d'Història d'Amèrica a les Universitats de Barcelona i València, i el 1970 i catedràtic d'aquesta mateixa disciplina a la Universitat de Valladolid, on el 1975 va dirigir el Departament d'Història d'Amèrica i va ser degà de Filosofia i Lletres. El 1982 col·laborà en la fundació de l'Associació Espanyola d'Americanistes.
Militant de Falange Española de las JONS, durant els anys 1960 fou delegat del Ministeri d'Informació i Turisme a Barcelona. Es va enfrontar amb els catòlics de la seva època i va advocar pel control falangista de l'ensenyament. Va col·laborar amb el CSIC i fou membre de l'Instituto de Estudios Políticos. El 17 de maig de 1985 va ingressar a la Reial Acadèmia de la Història.
Entre altres condecoracions, té la Creu del Mèrit Militar, l'Orde del Mèrit Civil, l'Orde d'Alfons X el Savi, l'Orde d'Isabel la Catòlica i l'Orde de l'Infant Dom Henrique.

## Obres
- Historia de la Colonización Española en América (1947)
- Alonso de Ojeda, en el gran proyecto de 1501 y en el tránsito del sistema de descubrimiento y rescate al de poblamiento (1961)
- Alzaga, Liniers y Ello en el Motín de Buenos Aires de primero de enero de 1809 (1964);
- Origen de la hueste indiana (1967)
- El Consejo de Indias en el siglo XVI (1970)
- Ximénez de Quesada en su relación con los cronistas: y el Epítome de la conquista del Nuevo Reino de Granada (1972)
- Los Criterios contrarios al Tratado de Tordesillas en el siglo XVIII: determinantes de la necesidad de su anulación
- Audacia, negocios y política en los viajes españoles de descubrimiento y rescate (1981), obra guardonada amb el Premio Historia Marítima Virgen del Carmen;
- La primera noticia de América (1986)
- Simón Bolívar, el libertador (1988)
- San Martín, el libertador del Sur (1988)
- Hernán Cortés[Enllaç no actiu] (1992)
- Colón en Simancas (1995)
- Genocidio y conquista: viejos mitos que siguen en pie (1998)